# レトロメモリー
『レトロメモリー』は、2004年2月2日にcontemodeより発売されたcapsuleの7枚目のCDマキシシングルである（品番：YCDW-00015）。
capsule（現 CAPSULE）のデビューシングル『さくら』の発売20周年となる2021年3月28日からは、iTunes Storeや各種ストリーミングサービスでも配信されている。
初回版には、ハウス食品のCM『おうちで食べよう。』のスタジオジブリ書き下ろしのイラストカードが封入された。

## 楽曲について
1.レトロメモリー
スタジオジブリ新作CM・ハウス食品『おうちで食べよう。』のCMソング。サビに「さよなら」という歌詞があることから、アルバム『S.F. sound furniture』では、capsuleのメンバーである中田ヤスタカが曲順を決める際、「最後に入れるしかないじゃん」と思ったことで、最後に収録された。

## 収録曲
全作詞・全作曲：中田ヤスタカ
| #  | タイトル                                                                                     | 作詞 | 作曲・編曲 | 時間 |
| -- | -------------------------------------------------------------------------------------------- | ---- | ---------- | ---- |
| 1. | 「レトロメモリー」                                                                           |      |            | 3:23 |
| 2. | 「idol fancy [Cook Coat-mix]」(feat.Hazel Nuts Chocolate) (remixed by ウカイ(COPTER4016882)) |      |            | 3:07 |
| 3. | 「東京インベーダーハウス」(feat.Hazel Nuts Chocolate)                                        |      |            | 3:29 |